# 黃騰達
黃騰達（英語：Wong Tang Tat，1974年3月20日—），香港男子輪椅擊劍運動員。

## 簡歷
2012年，黃騰達代表香港參加英國倫敦舉行的殘奧會轮椅击剑比赛，夥拍陳穎健和鍾定程出戰男子團體花劍比賽，在準決賽以41比45不敵法國隊，其後進入季軍戰，以45比42擊敗意大利隊，奪得一面銅牌。黃騰達亦於2011年獲得第15屆十大再生勇士。